# Dave Riley
Pour les articles homonymes, voir Riley.
Dave Michael Riley, né le 30 juillet 1960 à Détroit et mort le 24 décembre 2019, est un musicien américain.

## Carrière
Dave Riley commence sa carrière en travaillant dans des studios d'enregistrement de sa ville natale. Il collabore  ainsi en tant qu'ingénieur du son pour George Clinton sur plusieurs albums de Parliament/Funkadelic, notamment Trombipulation et The Electric Spanking of War Babies,, ainsi qu'avec Sly Stone.
Au début des années 1980 il s'installe à Chicago et commence seulement à s'intéresser au punk rock. Il joue dans diverses formations dont Savage Beliefs puis rejoint en tant que bassiste Big Black, le groupe de Steve Albini, en 1984. Après la séparation de Big Black, il jouera dans diverses formations dont Bang Camaro et Fudge Tunnel.
Il est également l'auteur du livre Blurry and Disconnected: Tales of Sink-or-Swim Nihilism.